# Pierre de Chilpéric
La pierre de Chilpéric est un monument situé à Chelles, en France.

## Description
Le monument a été érigé à une date inconnue dans le parc du souvenir Émile-Fouchard, dans le centre de Chelles. Il est appelé par plusieurs noms : pierre, monument ou borne de Chilpéric, ou encore Croix de Sainte-Bautheur.
Il n'en subsiste que des vestiges : le fût d'une colonne posé sur un socle rectangulaire.
Selon Auguste Longnon, la colonne était à la fin du XVIIIe siècle surmontée d'une autre pierre cylindrique supportant elle-même une croix de fer qui fut abattue par un bataillon qui traversait Chelles en septembre 1792.

## Historique
Chilpéric Ier, roi des Francs, est assassiné à Chelles en 584, au retour d'une chasse. Le monument commémore cet événement.
Les restes du monument sont classés au titre des monuments historiques par la liste de 1862.